# Wilhelm Welser Verkehrsbetriebe Traun

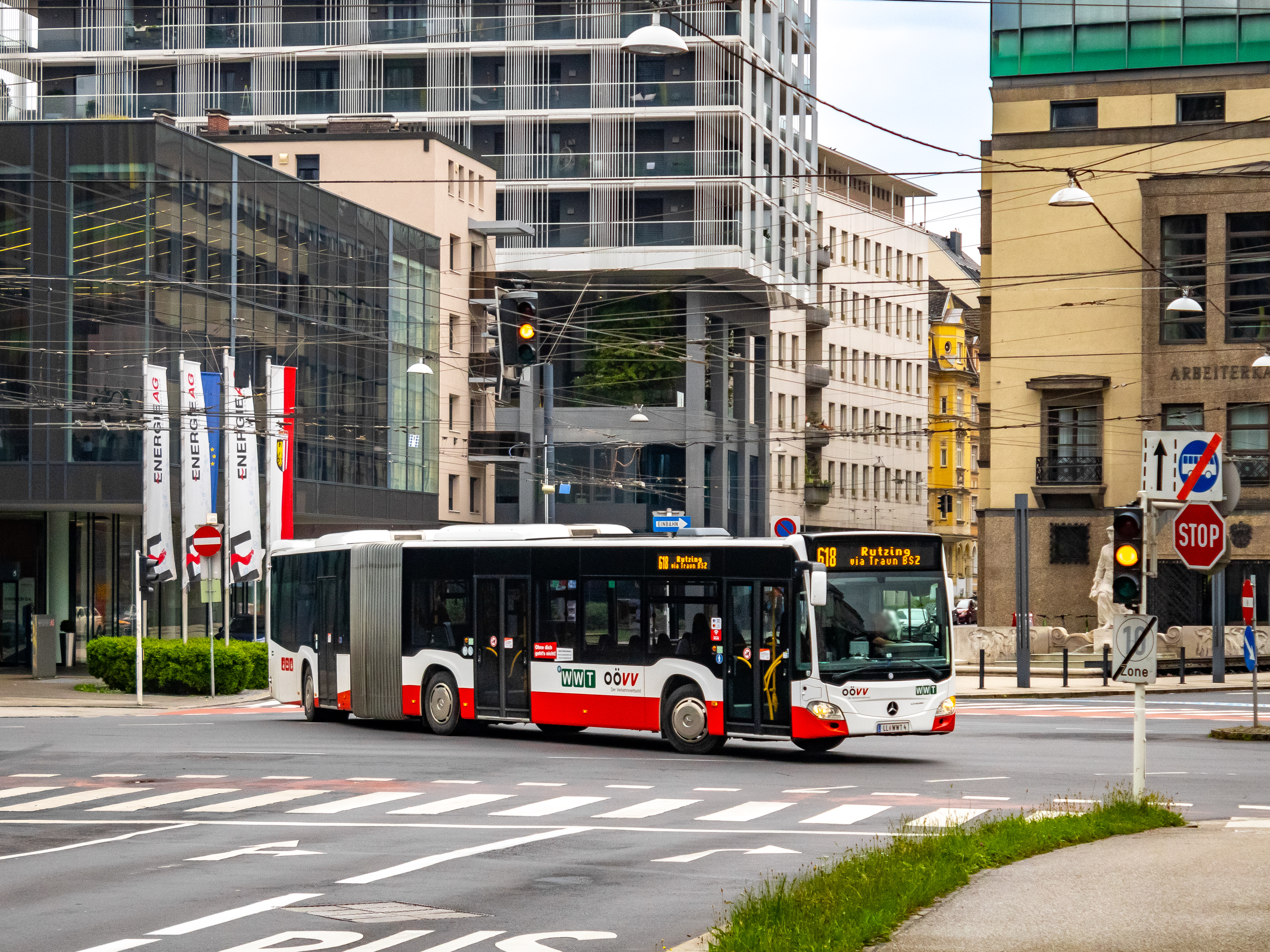
Gelenkbus der WWT in Linz

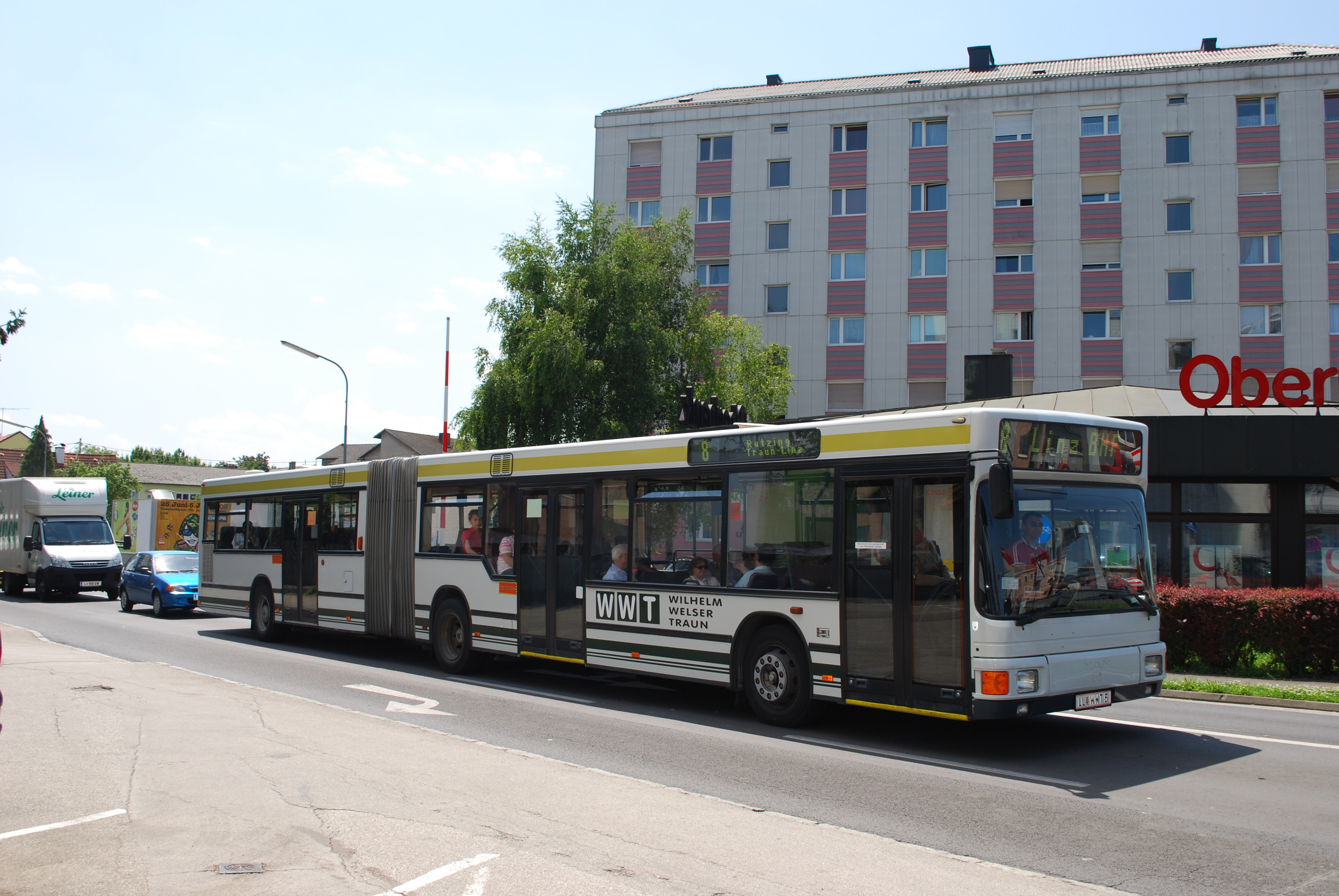
MAN NG 272 der Linie 8 (Heute 618) in St. Martin

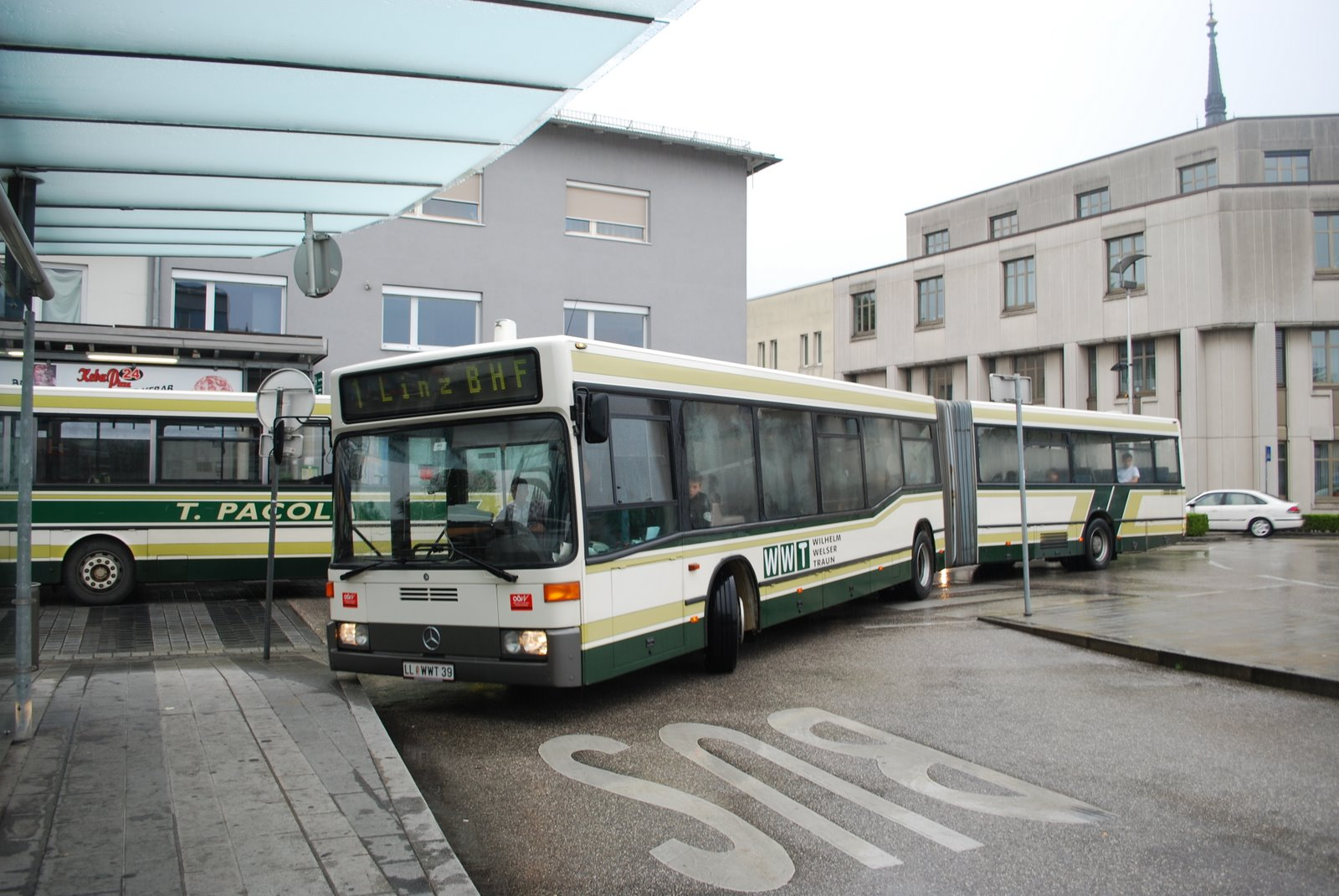
Mercedes 0405N der Linie 1 (Heute 611) am Trauner Hauptplatz vor Bau der Straßenbahn

Die Wilhelm Welser Verkehrsbetriebe Traun (kurz WWT) sind ein Verkehrsbetrieb im Süden von Linz. Die Linien der WWT verbinden Linz und Traun mit den Gemeinden Ansfelden, Hörsching, Leonding, Pasching, Pucking und St. Marien. Die wichtigsten Haltestellen sind Linz Hauptbahnhof, dort enden die Linien 4, 611, 612 und 618, und die Haltestelle Traun Hauptplatz, hier halten alle Linien der WWT außer Linie 14.
Es gibt derzeit 12 Überlandbuslinien, vier Trauner Stadtbuslinien und zwei Stadtbuslinien von Kirchdorf an der Krems und Micheldorf in OÖ. 34 Busse stehen im Besitz der WWT. Täglich benutzen ca. 3000 Schüler und ca. 7500 Fahrgäste die Linien der WWT.

## Geschichte
Am 15. Mai 1935 wurde der WWT gegründet, damals gab es zwei Linien:
Die Linie 1 verkehrte zwischen Linz über Traun nach Neubau (vergleichbar mit der heutigen Linie 8). Es gab auf dieser Linie sechs Busse pro Richtung täglich. Am Sonntag und Feiertagen fuhren acht Busse pro Richtung, am Donnerstag sieben Busse.
Die Linie 2 verkehrte zwischen Traun und Pucking (vergleichbar mit der heutigen Linie 6). Die Linie 2 verkehrte nur am Montag und es fuhren zwei Busse pro Richtung.
Im Jahre 1939 wurde der WWT von der Deutschen Reichspost bis 1945 übernommen. Es wurden Gütertransporte während des Krieges durchgeführt. Nach dem Krieg wurde der Verkehr wieder übernommen, und ab 1950 wurde der Verkehr in Linz-Land ausgeweitet. Es wurden auch Ausflügefahrten angeboten.
Im Jahre 1956 besaß WWT 15 Autobusse, die auf sechs Buslinien fuhren.
Im Jahre 1957 starb Wilhelm Welser senior, seine Gattin Luise Welser übernahm den Verkehrsbetrieb.
Es wurde das Kundenbüro und ein Buffet in der Linzerstraße (Traun) eröffnet, das heute noch besteht.
In den nächsten Jahren wurde der Fuhrpark erneuert und ausgeweitet. 1974 übernahm dann Wilhelm Welsers Sohn den Verkehrsbetrieb. 1977 wurde ein 10.000 m² großes Grundstück für die Busgarage in Haid (Nestroystraße) angekauft. Aber erst 1988 wurde eine 1.400 m² große überdachte Garage gebaut.
1980 wurde am Hauptplatz Haid ein Autobusbahnhof eröffnet, der in Haid ein wichtiger Umsteigeknoten wurde.
Im Jahre 1994 traten die WWT dem Oberösterreichischen Verkehrsverbund bei. In den 1990er Jahren wurde auch der Citybus in Traun eingeführt.
Dezember 2004 wurde die Endhaltestelle der Linien 1, 2, 4 und 8 von Linz Volksgarten zum Linzer Busterminal verlegt. Nur die Linie 13 fährt seither noch zum Volksgarten.
2009 eröffnete die WWT für Kirchdorf und Micheldorf ein Stadtbusnetz, das aus zwei Linien besteht.
Im Besitz der WWT sind auch Reisebusse, die WWT bieten Ausflugsfahrten nach Sopron und manchmal auch mehrtägige Reisen an.

## Linien
Es gibt derzeit insgesamt 18 Buslinien. Davon sind 12 Überlandbuslinien und sechs Stadtbuslinien.
Es gibt derzeit eine Ringlinie, das ist die Linie 611. Diese verkehrt im Stundentakt in beide Richtungen von Linz Hbf über Meixnerkreuzung–Langholzfeld–Traun–Haid–Nettingsdorf–Ansfelden–Freindorf–Ebelsberg zurück zum Linzer Hbf.
Die Linie S1 wurde 2008 eingeführt um Linz mit dem Haid Center und IKEA zu verbinden. Die Linie S1 verkehrt über die Autobahn und ist deshalb schneller als die Linie 1.
Die Buslinien 7 und 9 sind Schulbuslinien und verkehren deshalb von Schulen aus.
Es gibt nur eine Linie, die nicht in Traun beginnt: Linie 14 verkehrt zwischen Nettingsdorf und St. Marien über Nöstlbach.
In Traun verkehren vier Stadtbuslinien, von denen je 2 vom Trauner Hauptplatz beziehungsweise von der Haltestelle Linzerstraße alle Stadtteile erschließen.
Die Linie 630 fährt vom Hauptplatz zum Stadtteil Oedt, die Linie 631 vom Hauptplatz über den Trauner und St. Martiner Bahnhof und verbindet so St. Martin mit Traun, die Linie 632 fährt von der Linzerstraße bis zur Haferstraße, die Linie 633 fährt von der Linzerstraße bis zur Langholzstraße.
Die Stadtbuslinien verkehren in 30-Minuten-Takt, an Werktagen und bestimmten Feiertagen zwischen 5 und 20 Uhr, am Samstag nur zwischen 6 und 20 Uhr.
In Kirchdorf und Micheldorf verkehren zwei Stadtbuslinien betrieben von WWT, die Linie 495 verkehrt zwischen den Bahnhöfen Kirchdorf und Micheldorf, die Linie 494 fährt von Bundesschulzentrum Kirchdorf über den Bahnhof Kirchdorf zur Kiemoserstraße. Die Stadtbusse verkehren hier im Drei-Stunden-Takt und verkehren nur an den Werktagen (Montag bis Samstag).

## Fuhrpark
Die WWT besitzt 14 12 m-Busse, davon sind sechs Busse Mercedes O405N und ein MAN NL 202. Vier Busse wurden neu gekauft, zwei davon aus Schweden, zwei andere von der Linz AG Linien. Weiter gehören zum Fuhrpark drei 15 m-Busse, zwei davon sind Mercedes Citaro und der andere ist ein Setra Bus. Außerdem gibt es sechs 18 m-Gelenkbusse, davon sind vier Mercedes O405GN, ein MAN NG 272 und ein Mercedes Citaro.
Für die Trauner Stadtbusse gibt es einen Fuhrpark von fünf kleinen 8 m-Bussen. Vier davon verkehren auf den vier Linien und ein Bus ist Reserve.